# Cromemco Z-2
Cromemco Z-2 (Z-2) је професионални рачунар, производ фирме Cromemco који је почео да се израђује у Сједињеним Америчким Државама током 1977. године.
Користио је Z80 као централни микропроцесор. Као оперативни систем кориштен је CP/M.

## Детаљни подаци
Детаљнији подаци о рачунару Z-2 су дати у табели испод.
|                       |                                       |
| [ 1 ]                 |                                       |
| Произвођач            |                                       |
| Тип                   | професионални рачунар                 |
| Меморија              | зависно од картица                    |
| Поријекло             | Сједињене Америчке Државе             |
| Година                | 1977                                  |
| Тастатура             |                                       |
| Процесор              |                                       |
| Фреквенција процесора | 4                                     |
| RAM                   |                                       |
| ROM                   | 1 Monitor                             |
| Текст                 | зависи од прикљученог видео-терминала |
| Графика               |                                       |
| Боја                  |                                       |
| Звук                  | нема                                  |
| Димензије             | непознато                             |
| Портови               |                                       |
| Оперативни систем     |                                       |